# Ilex amygdalina
Ilex amygdalina är en järneksväxtart som beskrevs av Reisseck och Loesener. Ilex amygdalina ingår i släktet järnekar, och familjen järneksväxter. Inga underarter finns listade i Catalogue of Life.